# Mroczek brunatny
Mroczek brunatny (Eptesicus fuscus) – gatunek ssaka z podrodziny mroczków (Vespertilioninae) w obrębie rodziny mroczkowatych (Vespertilionidae).

## Taksonomia
Gatunek po raz pierwszy zgodnie z zasadami nazewnictwa binominalnego opisał w 1796 roku francuski przyrodnik Palisot de Beauvois nadając mu nazwę Vespertilio fuscus. Holotyp pochodził z Filadelfii, w Pensylwanii, w Stanach Zjednoczonych. Jedyny przedstawiciel rodzaju mroczek (Eptesicus).
Autorzy Illustrated Checklist of the Mammals of the World rozpoznają jedenaście podgatunków. Podstawowe dane taksonomiczne podgatunków (oprócz nominatywnego) przedstawia poniższa tabelka:
| Podgatunek         | Oryginalna nazwa              | Autor i rok opisu    | Miejsce typowe                                                                    |
| ------------------ | ----------------------------- | -------------------- | --------------------------------------------------------------------------------- |
| E. f. bahamensis   | Vespertilio fuscus bahamensis | G.S. Miller, 1897    | Nassau, New Providence, Bahamy.                                                   |
| E. f. bernardinus  | Eptesicus fuscus bernardinus  | Rhoads, 1902         | „Dolina San Bernardino”, w pobliżu San Bernardino, Kalifornia, Stany Zjednoczone. |
| E. f. dutertreus   | Vespertilio dutertreus        | P. Gervais, 1837     | Kuba.                                                                             |
| E. f. hispaniolae  | Eptesicus hispaniolae         | G.S. Miller, 1918    | Constanza, na wysokości 5000 ft (1524 m), Dominikana.                             |
| E. f. miradorensis | Scotophilus miradorensis      | H. Allen, 1866       | Mirador, Veracruz, Meksyk.                                                        |
| E. f. osceola      | Eptesicus fuscus osceola      | Rhoads, 1902         | Tarpon Springs, Hrabstwo Pinellas, Floryda, Stany Zjednoczone.                    |
| E. f. pallidus     | Eptesicus pallidus            | Young, 1908          | Boulder, Hrabstwo Boulder, Kolorado, Stany Zjednoczone.                           |
| E. f. peninsulae   | Vespertilio fuscus peninsulae | O. Thomas, 1908      | Sierra de la Laguna, Kalifornia Dolna, Meksyk.                                    |
| E. f. petersoni    | Eptesicus fuscus petersoni    | Silva-Taboada, 1974  | jaskinia Lagos, Cerro de las Guanábanas, Isla de la Juventud, Kuba.               |
| E. f. wetmorei     | Eptesicus wetmorei            | H.H.T. Jackson, 1916 | Maricao, na wysokości 1375 ft (419 m), Portoryko.                                 |

### Etymologia
- Eptesicus: gr. επτην eptēn „latać”; οικος oikos „dom”[29].
- fuscus: łac. fuscus „brązowy, ciemny, czarny”[30].
- bahamensis: Bahamy (hiszp. baja mar „płytkie morze”)[31].
- bernardinus: San Bernardino, Kalifornia, Stany Zjednoczone[21].
- dutertreus: gr. δυτης dutēs „nurek”, od δυω duō „nurkować, zanurzać się”[32]; τρεω treō „uciec ze strachu”[33].
- hispaniolae: fr. Hispaniola „Haiti”[18].
- miradorensis: Mirador, Veracruz, Meksyk[12].
- osceola: Osceola (1804–1838), północnoamerykański Indianin, wódz Seminolów podczas ich drugiej wojny z białymi Amerykanami[22].
- pallidus: łac. pallidus „blady”, od pallere „być bladym”[34].
- peninsulae: łac. paeninsulae lub peninsulae „półwyspowy”, od paeninsula lub peninsula „półwysep”, od paene „prawie, niemal”; insula „wyspa”[35].
- petersoni: Randolph L. Peterson (1920–1989), kanadyjski teriolog[23].
- wetmorei: dr Frank Alexander Wetmore (1886–1978), amerykański ornitolog[17][36].

## Zasięg występowania
Mroczek brunatny występuje w Ameryce zamieszkując w zależności od podgatunku:
- E. fuscus fuscus – południowo-wschodnia Kanada i wschodnie Stany Zjednoczone.
- E. fuscus bahamensis – Bahamy (wyspy New Providence i San Salvador).
- E. fuscus bernardinus – południowo-zachodnia Kanada (Kolumbia Brytyjska) i zachodnie Stany Zjednoczone.
- E. fuscus dutertreus – Bahamy (wyspy Andros, Exumas, Long, Crooked i Acklins), Kuba i Kajmany (Cayman Brac).
- E. fuscus hispaniolae – Jamajka i Haiti.
- E. fuscus miradorensis – większość Meksyku, Ameryka Środkowa i Andy w zachodniej Wenezueli, północnej Kolumbii i północnym Ekwadorze.
- E. fuscus osceola – Floryda, południowo-wschodnie Stany Zjednoczone.
- E. fuscus pallidus – zachodnio-środkowa Kanada, środkowe, zachodnio-środkowe i południowo-zachodnie Stany Zjednoczone oraz północno-zachodni i północno-środkowy Meksyk.
- E. fuscus peninsulae – Kalifornia Dolna Południowa, północno-zachodni Meksyk.
- E. fuscus petersoni – Isla de la Juventud (Kuba).
- E. fuscus wetmorei – Portoryko, Dominika i Barbados.

## Morfologia
Długość ciała (bez ogona) 53–82 mm, długość ogona 34–56 mm, długość ucha 10–20 mm, długość tylnej stopy 8–14 mm, długość przedramienia 39–54 mm; masa ciała 11–23 g. Wzór zębowy: I {\displaystyle {\tfrac {2}{3}}} C {\displaystyle {\tfrac {1}{1}}} P {\displaystyle {\tfrac {1}{2}}} M {\displaystyle {\tfrac {3}{3}}} = 32. Kariotyp wynosi 2n = 50 i FN = 48 z akrocentrycznymi autosomami i chromosomem Y oraz submetacentrycznym chromosomem X.

## Ekologia

### Środowisko
Mroczki brunatne dawniej żyły w lasach. Stopniowo przyzwyczajały się do obecności ludzi i dziś spędzają najczęściej lato w pobliżu ich siedzib. Sypiają najczęściej na strychach domów, lub w stodołach, choć również obecnie część z nich wykorzystuje kryjówki naturalne, głównie dziuple drzew.
Śpiące mroczki trzymają się podłoża nogami, w pozycji głową w dół. Niekiedy wiszą samotnie, kiedy indziej w niewielkich skupieniach. W ciągu dnia mogą zawieszać się na korze drzew lub, w regionach pustynnych, na wielkich kaktusach saguaro. Zimą spotkać je można w opuszczonych sztolniach lub tunelach.
Nietoperze te odpoczywają w ciemnych, chłodnych i niezbyt wilgotnych miejscach. Nie lubią mrozów ani temperatur przekraczających 33 °C.

### Pożywienie
Pokarm mroczka brunatnego składa się wyłącznie z owadów, chwytanych niemal wyłącznie w powietrzu.